# Philephedra ferelutea
Philephedra ferelutea är en insektsart som beskrevs av Granara de Willink 1999. Philephedra ferelutea ingår i släktet Philephedra och familjen skålsköldlöss. Inga underarter finns listade i Catalogue of Life.